# Joint Bi-level Image Experts Group
Joint Bi-level Image Experts Group (JBIG) は、二値画像の符号化の標準を制定するために、各国の標準化団体および主要企業が指名した専門家集団であり、ISO/IEC JTC 1/SC 29とITU-Tの合同グループである。

## 概要
ISO/IECにおいては、ISO/IEC JTC 1/SC 29/WG 1の2つのサブグループのうちの1つである。ITU-Tでは、その作業はITU-T VCEGの領域に属する。
Joint Bi-level Image Experts GroupはJBIGとJBIG2標準を開発した。JBIGは、通常、毎年3回開催されるJPEG委員会と共同で会合することが多かった。

## 歴史
1983年4月に、ISOはテキスト端末に写真品質の画像を追加する作業を開始した。1980年代半ばには、CCITT（現ITU-T）とISOのそれぞれが画像符号化のための標準化グループを持っていた。CCITT研究グループVIII(SG8)（Telematic Services）とISO TC97/SC2/WG8（Coding of Audio and Picture Information）である。どちらも画像による通信をターゲットにしていた。1988年、CCITTとISOの合同でJoint Bi-level Image Group (JBIG)を創設することが決定された。
2019年にJBIG2規格の最終版(ISO/IEC 14492:2019、2000年の初版に対する3つの追補を反映させたもの)を発行し、組織としてのJBIGは解散した。現在、JBIG規格のメンテナンスはJPEGグループが担当することとなっている。

## 発行した標準
JBIGは以下の表に掲げる標準を開発しており、それらはITU-TとISO/IECによって発行されている。
| 通称  | 部 | 初版発行年 | ISO/IEC規格   | ITU勧告                          | 正式名称 |
| ----- | -- | ---------- | ------------- | -------------------------------- | --- |
| JBIG1 |    | 1993       | ISO/IEC 11544 | ITU-T Recommendations T.82, T.85 | Information technology – Coded representation of picture and audio information – Progressive bi-level image compression |
| JBIG2 |    | 2000       | ISO/IEC 14492 | ITU-T Recommendations T.88, T.89 | Information technology – Lossy/lossless coding of bi-level images                                                       |

注：JBIGの初版(ISO/IEC 11544:1993)には、2つの正誤表(Cor.1:1995, Cor.2:2001)が発行されている。
また、JBIG2の初版(ISO/IEC 14492:2000)に対しては、3つの追補(Amd.1:2004, Amd.2:2003, Amd.3:2012)が発行された。これを組み込んだものが第2版(ISO/IEC 14492:2019)である。